# جانيت إيتون
جانيت إيتون (بالإنجليزية: Jeanette Eaton)‏ هي كاتِبة وكاتبة للأطفال أمريكية، ولدت في 30 نوفمبر 1886 في كولومبوس في الولايات المتحدة، وتوفيت في 19 فبراير 1968 في Central Valley, New York ‏ في الولايات المتحدة.